# Papers of the Michigan Academy of Science
Papers of the Michigan Academy of Science (w publikacjach cytowane także w skrócie jako  Pap. Mich. Acad. Sci.) – roczniki prac naukowych wydawane przez Uniwersytet Michigan w USA. Wychodzą od 1921 roku, kiedy to zastąpiły wcześniej wydawane przez tę uczelnię roczne raporty Michigan Academy of Science. W 1967 znów nastąpiła zmiana tytułu i obecnie wychodzące roczniki noszą nazwę The Michigan Academician. 
Roczniki, do których wygasły prawa autorskie są dostępne w internecie w postaci skanów, nowsze na zasadzie subskrypcji. 